# Union nationale du sport scolaire
L’Union nationale du sport scolaire (UNSS) est la fédération française de sport scolaire du second degré. Multisports, elle est ouverte à tous les élèves licenciés dans les associations sportives des collèges et lycées (AS). L'animation est assurée par les enseignants d'éducation physique et sportive sur des plages horaires définies dans chaque établissement scolaire. Les rencontres et compétitions se déroulent presque exclusivement le mercredi après-midi.
L'UNSS fédère 1 040 000 élèves licenciés, 9500 associations sportives scolaires, 35 000 enseignants d'EPS. Elle est présente partout sur le territoire grâce à ses 130 services déconcentrés (directions départementales et directions régionales UNSS).

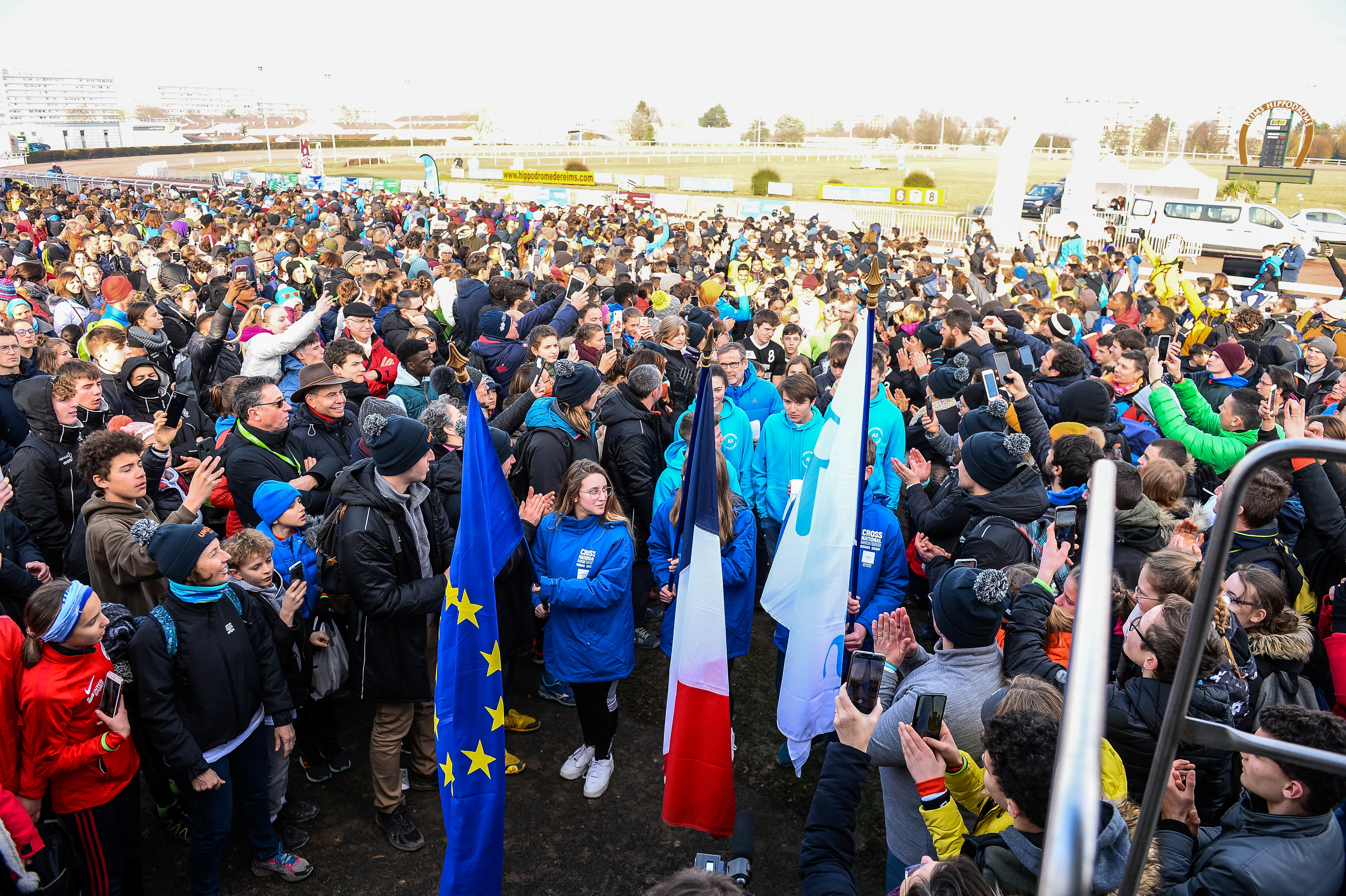

## Histoire
L'UNSS a été créée sous l'appellation d'Office sportif universitaire (OSU) en 1931, avant de devenir l'Office du sport scolaire et universitaire (OSSU) en 1938. Sa fondation a été déclarée à deux reprises par les législateurs en 1938 et en 1945.
L'OSSU deviendra l'Union du sport scolaire et universitaire (USSU) en 1942 puis l'Association du sport scolaire et universitaire (ASSU) en 1961 avant d'obtenir sa dénomination actuelle en 1975.

## Polémiques
En novembre 2024, une enquête du journal L'Équipe révèle les dysfonctionnements de la gestion financière de l'UNSS, comprenant notamment les « dépenses luxueuses » de ses dirigeants ainsi que des « conflits d'intérêts » au sein de l'organisation,. À la suite de ces révélations, plusieurs administrateurs de l'UNSS interpellent le gouvernement et demandent un changement de la direction de l'organisation. Par ailleurs, une enquête administrative est lancée et aboutit à la saisie de la justice en mai 2025, qui ouvre une enquête sur la gestion d'Olivier Girault.

## Identité visuelle

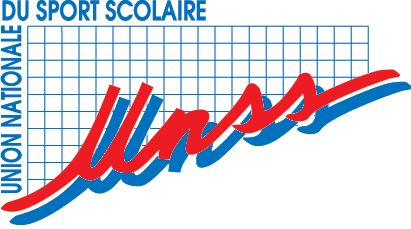
Logo dans les années 1990.
Logo jusqu'en 2017.
Logo depuis 2017

## Licenciés
Avec 1 040 000 licenciés pour l'année scolaire 2021-2022, l'UNSS est la deuxième fédération sportive française en nombre d'adhérents et licenciés (après la FFF ).
| Année       | Nombre d'associations sportives | Nombre de licenciés | Moyenne |
| ----------- | ------------------------------- | ------------------- | ------- |
| 1889        | 3                               |                     |         |
| 1891        | 26                              |                     |         |
| 1893        | 39                              |                     |         |
| 1895        | 74                              |                     |         |
| 1900        | 50                              |                     |         |
| 1906        | 161                             |                     |         |
| 1913        | 174                             |                     |         |
| 1940        | 570                             | 20 000              | 35      |
| 1945        | 2000                            | 48 000              | 24      |
| 1950        | 3238                            | 127 000             | 39,2    |
| 1955        | 3700                            | 150 000             | 40,5    |
| 1960        | 4700                            | 210 000             | 44,6    |
| 1965        | 5500                            | 337 000             | 61,2    |
| 1970        | 6800                            | 603 000             | 88,6    |
| 1975        | 7300                            | 900 000             | 123,2   |
| 1978        | 7500                            | 1 044 000           | 139.2   |
| 1980        | 7600                            | 800 000             | 105,2   |
| 1985        | 8080                            | 693 557             | 85,8    |
| 1990        | 9245                            | 800 171             | 86,5    |
| 1995        | 9378                            | 779 738             | 83,1    |
| 2000        | 9454                            | 852 222             | 90,1    |
| 2012-2013   |                                 | 1 040 000           |         |
| 2013-2014   |                                 | 1 045 996           |         |
| 2014-2015   |                                 |                     |         |
| 2015-2016   |                                 |                     |         |
| 2016-2017   |                                 | 1 146 988           |         |
| 2017-2018   |                                 | 1 187 200           |         |
| 2018-2019   |                                 |                     |         |
| 2019-2020   |                                 | 1 145 770           |         |
| 2020 - 2021 |                                 | 767 600             |         |
| 2021 - 2022 |                                 | 1 040 000           |         |

### Directions
Liste des directeurs de l'association (1938-2022).
| Entité         | Nom                                           | Direction   |
| -------------- | --------------------------------------------- | ----------- |
| OSU            | Raymond Boisset (premier directeur)           | 1938-1939   |
| OSU            | Jean Petitjean                                | 1939-1941   |
| OSSU/USSU/OSSU | Jacques Flouret                               | 1938-1961   |
| OSSU           | Gaston D'Ormano                               | 1961-1962   |
| ASSU           | Emile Laboureau                               | 1962-1969   |
| ASSU           | Claude Pineau                                 | 1970-1975   |
| UNSS           | Gilbert Chestier                              | 1975-1983   |
| UNSS           | Phillipe Graillot                             | 1983-1984   |
| UNSS           | Jean-Pierre Pradié                            | 1985-1986   |
| UNSS           | Michel Constant                               | 1986-1990   |
| UNSS           | Jacqueline Gaugey                             | 1990 - 1995 |
| UNSS           | Jean-Louis Boujon                             | 1995-2010   |
| UNSS           | Laurent Petrynka                              | 2010-2018   |
| UNSS           | Nathalie Costantini                           | 2018 - 2021 |
| UNSS           | Mehdi Rahoui (directeur national par intérim) | 2021        |
| UNSS           | Olivier Girault                               | 2021-2025   |

## Objectifs
Le sport scolaire cherche à mettre en avant la valeur éducative du sport, afin de développer la pratique d’activités sportives, composantes de l’éducation physique et sportive (EPS) et l’apprentissage de la vie associative par les élèves qui ont adhéré aux associations sportives (AS) du second degré.

## Organisation
Grâce à son statut d’association loi de 1901 et à son réseau d’enseignants d’éducation physique et sportive (service forfaitaire obligatoire de trois heures hebdomadaires pour l’animation d’une AS), l’UNSS organise tout au long de l’année scolaire des rencontres sportives réservées aux élèves des collèges et lycées.
L'UNSS est la deuxième fédération sportive française (après le football) avec 1 040 000 licenciés (en 2022), dont 40 % de filles, issus des établissements scolaires du second degré (soit 23,70 % du nombre total d'élèves).
La fédération dispose d'un budget général de 30 millions d'euros, dont 4,4 millions de subvention de l’État, et 10 millions reversés par les associations sportives.

## Sports pratiqués, 116 activités
- La danse chorégraphiée
- La danse hip-hop
- La danse sportive
- La gymnastique acrobatique
- La gymnastique aérobic
- Le step
- La gymnastique artistique
- La gymnastique rythmique
- La natation synchronisée
- Le double dutch
- Le trampoline
- Les arts du cirque

Activité de la forme :
- Le fitness
- activité de la forme
- Le stretching

Activités nautiques :
- La planche à voile
- Le canoë-kayak
- Le kayak-polo
- Le sauvetage
- Le water polo
- Le kite surf
- Le surf bodyboard

Activités physiques de pleine nature :
- La course d’orientation
- La yole ronde
- La voile
- Le parapente
- Le raid multi-activités
- Le en:Roller skating
- Le ski alpin
- Le ski cross
- Le ski nordique
- Le snowboard
- L’équitation
- L’escalade

Catégorie sports :
- Le sport partagé
- Le challenge jeunes officiels
- Le jeu d’échecs

Disciplines enchaînées :
- L'aquathlon
- Le biathlon nordique
- Le duathlon
- Le run and bike
- Le triathlon

Performance :
- La nage palme
- La natation sportive
- Le BMX
- Le cross-country
- Le cyclisme sur piste
- Le cyclisme sur route
- Le cyclo-cross
- L’athlétisme Estival Collèges
- L’athlétisme hivernal
- L’aviron
- L’haltérophilie
- L’aviron indoor
- L’athlétisme Estival Lycées
- Le VTT
- La musculation et le crossfitness
- Les sports de glace

Précision :
- Le golf
- Le jeu de boules
- Le tir à l’arc
- Le tir sportif

Sports collectifs :
- Le baseball
- Le basketball
- Le beach-volley
- Le football
- Le futsal
- Le handball
- Le hockey sur gazon
- Le rugby à XV
- Le rugby à XIII
- Le volley-ball
- L’ultimate
- jeux de l’UNSS

Sports de combat :
- La boxe assaut
- La lutte
- La savate boxe française
- Le full-contact
- Le judo
- Le karaté
- L’escrime

Sports de raquette :
- La pelote basque
- Le badminton
- Le tennis de table
- Le tennis
- Le squash
- Le badten

## Compétitions
Il existe des compétitions de niveau équipe d'établissement et de niveau excellence, réservées aux élèves de sections sportives scolaires (SSS) et de sections d'excellence scolaire (SES).
Plusieurs types de compétitions existent :
- le championnat de district : regroupe des équipes issues de plusieurs établissements voisins,
- le championnat inter-district : regroupe des équipes de plusieurs districts voisins,
- le championnat départemental : regroupe des équipes d'un même département,
- le championnat académique qui regroupe des équipes d'une même académie,
- le championnat inter-académique qui regroupe des équipes de plusieurs académies voisines (par exemple Paris-Créteil-Versailles),
- le championnat de France qui regroupe des équipes de toutes les académies (métropole et Outre-mer).
- le championnat du monde ISF (Fédération scolaire internationale).

Pour chaque niveau de compétition, des quotas de qualifications existent et dépendent de l'activité.
Pour chaque activité, il existe des fiches sports et des fiches artistiques, toutes associées à un règlement fédéral.